# Auguste Arnould
Auguste Arnould (Parigi, 29 aprile 1803 – San Pietroburgo, 8 marzo 1854) è stato un poeta, scrittore e drammaturgo francese della prima metà dell'Ottocento.

## Opere
- Attentati e nefandità dei Gesuiti
- Un segreto
- Un amante sventurato
- La Roue de Fortune
- Le Dérivatif
- Huit ans de plus